# اریکا لورنز
اریککا لورنز (انگلیسی: Ericka Lorenz؛ زادهٔ february ۱۸, ۱۹۸۱ (۴۴ سال)) ورزشکار واترپلو اهل ایالات متحده آمریکا است.
وی در مسابقات کشوری و بین‌المللی در مجموع برندهٔ ۲ مدال طلا، ۲ مدال نقره، ۱ مدال برنز شده‌است.